# GNU Scientific Library
GNU Scientific library – biblioteka funkcji obliczeniowych i naukowych dla C i C++ dostępna na zasadach GPL. Biblioteka jest częścią Projektu GNU.

## Przykład użycia
Poniższy przykładowy program oblicza wartość funkcji Bessela dla argumentu 5:
```
#include
 
<stdio.h>

#include
 
<gsl/gsl_sf_bessel.h>

int
 
main
(
void
)

{

  
double
 
x
 
=
 
5.0
;

  
double
 
y
 
=
 
gsl_sf_bessel_J0
(
x
);

  
printf
(
"J0(%g) = %.18e
\n
"
,
 
x
,
 
y
);

  
return
 
0
;

}

```

Program musi być skonsolidowany z biblioteką GSL:
```
gcc $(gsl-config --cflags) example.c $(gsl-config --libs)

```

Wynik pracy programu jest pokazany poniżej (powinien być poprawny dla podwójnej precyzji):
```
J0(5) = -1.775967713143382920e-01

```

## Możliwości
Biblioteka zawiera ponad tysiąc funkcji, dotyczących:
- liczb rzeczywistych i zespolonych
- wektorów i macierzy
- wielomianów
- operacji na zbiorach
- algebry liniowej
- wartości własnych
- transformat Fouriera i Hankela
- liczb pseudolosowych
- statystyki
- całkowania Monte Carlo
- równań różniczkowych
- interpolacji
- istotnych stałych fizycznych
- i wiele innych

## Wsparcie dla C++
Biblioteka GSL może być używana w C++, ale nie może używać wskaźników do metod lecz tylko wskaźników do zwykłych funkcji. Zamiast tego, programiści C++ mogą użyć statycznych funkcji przekierowujących do właściwej metody klasy. Adres używany do statycznych metod w C++ jest kompatybilny z GSL. Dostępne są gotowe wrappery C++ do GSL.